# Sofiia Manousha
Sofiia Manousha, née le 25 décembre 1986 aux Lilas en Seine-Saint-Denis, est une actrice et réalisatrice française.

## Biographie
Née aux Lilas en Seine-Saint-Denis de  parents marocains. Elle commence le piano à cinq ans et pratique la danse à l’adolescence.
En 2011, Jacques Bral la choisit pour son film Le noir (te) vous va si bien dans lequel elle interprète Cobra, une jeune femme partagée entre tradition familiale et envie d'émancipation. Pour cette interprétation, elle est pré-nommée dans la catégorie espoir féminin des césars 2013 ; elle est également nommée dans la même catégorie aux Prix Lumière, et reçoit le prix de la meilleure actrice au festival cinéma et migrations d'Agadir en 2013. On la retrouve aussi dans le téléfilm La Nouvelle Blanche-Neige, réalisé par Laurent Bénégui en 2011.
Elle tourne sous la direction de Jawad Rhalib dans 7, rue de la Folie, pour lequel elle reçoit un second prix d’interprétation féminine de la meilleure actrice au festival cinéma et migrations d'Agadir en 2014.
Elle travaille également avec le metteur en scène Hubert Colas dans la pièce de théâtre Gratte-ciel, une création engagée sur la guerre d'Algérie. En 2015, elle retrouve Jawad Rhalib pour le film Insoumise, où elle tient le rôle de Laila, jeune révolutionnaire marocaine, qui va dénoncer l'exploitation de saisonniers dans les fermes agricoles, et elle tient le rôle principal féminin du film de Talal Selhami, Achoura, film qui sort en mars 2020 au Maroc.
En 2015, elle passe derrière la caméra pour co-réaliser avec Al Bronsky son premier long métrage Brûle, avec Willy Cartier comme partenaire.
En 2019, elle est tête d’affiche de Jennia d'Abdelkrim Bahloul et de Nana et les filles du bord de mer de Patricia Bardon. Cette même année, elle crée un site de bien-être, My Beautyfuel Food

## Filmographie

### Cinéma

#### Longs métrages
- 2009 : Le Concert de Radu Mihaileanu : la serveuse au fast-food
- 2012 : Par amour de Laurent Firode : Morgane
- 2012 : Le noir (te) vous va si bien de Jacques Bral : Cobra
- 2012 : Jungle Jihad de Nadir Ioulain : l’Âme
- 2014 : 7, rue de la Folie de Jawad Rhalib : Selma
- 2015 : Achoura (Ashoura / عشرة) de Talal Selhami : Nadia
- 2015 : Insoumise (المتمردة) de Jawad Rhalib : Laïla
- 2015 : Ta mère ! de Touria Benzari : Sofia
- 2015 : Brûle d'Al Bronsky et Sofiia Manousha : Hanna
- 2016 : La Chute des hommes de Cheyenne Carron : Noor
- 2016 : Les Vilains de Thibault Turcas et Nicolas Vert : Maya
- 2017 : À bras ouverts de Philippe de Chauveron : Fidélia Martinez
- 2019 : Jennia de Abdelkrim Bahloul : Jennia
- 2019 : Nana et les Filles du bord de mer de Patricia Bardon : Nina
- 2019 : Place des victoires de Yoann Guillouzouic : la jeune avocate
- 2019 : Instinct animal de Julie Glenn : Stella

##### Réalisation
- 2017 : Brûle (coréalisation avec Al Bronsky)

##### Scénario
- 2017 : Brûle d'Al Bronsky et Sofiia Manousha

#### Courts métrages
- 2010 : Mariage Blues de Touria Benzari : Sofia
- 2010 : Saint-Valentin de Philippe Landoulsi : Naïma
- 2011 : La Fille de sa mère d'Eric Bu : Safia
- 2012 : Rock'n'Bled de Touria Benzari : Sofia
- 2013 : Rendez-vous avec Ninette de Souad Amidou : Karima
- 2014 : Qanis de Reda Mustafa : Kahina
- 2014 : Le Prix de la fiancée de Touria Benzari : Sofia
- 2016 : Very bad Saint-Valentin de Gaëlle Tournier

### Télévision

#### Téléfilm
- 2011 : La Nouvelle Blanche-Neige de Laurent Bénégui : Malika

#### Séries télévisées
- 2012 : Drôle de famille !, 1 épisode de Christophe Douchand : Fatia
- 2015 : La Loi d'Alexandre, épisode Comme des frères de Claude-Michel Rome : Assia

## Théâtre
- 2013 : Gratte-ciel de Sonia Chiambretto, mise en scène Hubert Colas, à la villa Méditerranée, dans le cadre du Festival de Marseille danse et arts multiples

## Distinctions
- 2013 : Nomination[5] du Meilleur espoir féminin à la 18e cérémonie des Prix Lumières, pour Le noir (te) vous va si bien de Jacques Bral
- 2013 : Pré-nomination[6] pour le César du meilleur espoir féminin pour Le noir (te) vous va si bien de Jacques Bral
- 2013 : Prix  d’interprétation féminine au Festival cinéma et migrations d'Agadir, au Maroc, pour Le noir (te) vous va si bien de Jacques Bral
- 2014 : Prix d’interprétation féminine[7] au Festival cinéma et migrations d'Agadir, au Maroc, pour 7, rue de la Folie de Jawad Rhalib